# Maion
Maion (Maión in ladino) è un villaggio nel comune di Cortina d'Ampezzo situata a nord della stessa Cortina nel sestiere di Chiave.

## Geografia
Situata circa un chilometro a nord della stessa Cortina nel sestiere di Chiave, Maion raggruppa in realtà due villaggi (tra parentesi il nome originale in ladino ampezzano): Maion di Sopra (Maion de Sora o semplicemente Maion) e Maion di Sotto (Maion de Sote o, più correttamente, Minèl). Un tempo attorno ad essi gravitavano altri due villaggi: Rasenà e Visinà.

## Origini del nome
Il nome Maion deriva dal cognome Maioni, da secoli insediato nel villaggio, che a sua volta trae origine dal nome personale Maglo, abbastanza diffuso in Ampezzo nel Medioevo.
Minel deriva invece dal personale Minèl, diminutivo del nome Domenico abbastanza utilizzato nel ladino ampezzano.

## Storia

### Rasenà
Durante gli ultimi secoli del Medioevo l'attuale zona di Maion era probabilmente disabitata, mentre è attestata l'esistenza di un maso o piccolo villaggio poco più a nord (la collocazione è incerta, tra l'attuale Cademai e la parte settentrionale di Via del Castello), il cui nome era Rasenà (probabilmente da una radice celtica *ras indicante un luogo paludoso). La prima attestazione di tale luogo abitato risale al 1299, quando viene menzionato un certo Gerardus Rasinati. Durante gli anni travagliati che passò Ampezzo agli inizi del XV secolo, i suoi abitanti, guidati da Antonio di Rasenà, si resero artefici di una coraggiosa impresa, riuscendo ad occupare il Castello di Botestagno nel 1418. L'ultima volta che la località viene menzionata è nel 1505, in seguito sparisce, non si sa se perché abbandonata o perché il toponimo viene sostituito da uno più recente (Maion o Cademai).

### Visinà
All'altezza dell'attuale incrocio tra la SS 51 e Via del Castello, sul pianoro che si estende verso ovest, esisteva inoltre un villaggio denominato Visinà, attestato già dal 1325. Da questo agglomerato si svilupperà una famiglia omonima, ma con l'estinguersi di quest'ultima, agli inizi dell'Ottocento, sparirà anche il piccolo villaggio.

### Maion e Minel
Alla fine del XIV secolo, invece, alcuni esponenti della famiglia Maioni si trasferiscono dal villaggio di Chiave all'attuale Maion, zona probabilmente disabitata in precedenza. Da loro deriverà il nome della località, mentre da una variante del cognome (Dimai) proviene il toponimo Cademai.
Nella prima metà del '500, invece, inizia a comparire il villaggio di Minel, che acquisterà importanza quando nel XVII secolo la nobile famiglia de Zanna deciderà di erigervi la sua residenza. Dell'ambizioso progetto restano oggi le vestigia del castello e la cappella gentilizia.
Oggi Maion viene ricordata dalla toponomastica come Maion di Sopra, mentre Minel come Maion di Sotto, e fanno entrambe parte del Sestiere di Chiave.

## Monumenti e luoghi d'interesse
Castello de ZannaLa costruzione del fortilizio iniziò nel 1696 per volere del nobile ampezzano Giovanni Maria de Zanna di Santissima Trinità e Pietrareale. Tuttavia la costruzione di un castello nel bel mezzo del paese non era vista di buon occhio dagli ampezzani, da sempre abituati a vivere democraticamente e liberi dal giogo della nobiltà. Così, quando videro che oltre alla residenza il de Zanna si accingeva ad erigere pure un muro di cinta dotato di ponte levatoio, intimarono di interrompere i lavori, che rimasero incompiuti e che così sono ancora al giorno d'oggi. Il palazzo venne invece saccheggiato e dato alle fiamme dalle truppe napoleoniche di passaggio in Ampezzo nel 1809. Vennero risparmiate dalle fiamme solamente le scuderie e la scalinata d'accesso, mentre sui ruderi venne eretta una normale casa in stile ampezzano dal proprietario dell'epoca, Giuseppe Simone Dionisio de Zanna.
Cappella della Santissima TrinitàLa chiesetta fu fatta costruire nel 1707 a ridosso delle cinta murarie del castello per volere di Giovanni Maria e di suo fratello monsignor Pietro de Zanna. L'esterno presenta un arioso pronao, mentre l'interno, in tipico gusto settecentesco, è decorato da due altari lignei dipinti da un pittore locale ed uno marmoreo dotato di una pala attribuita ad Agostino Ridolfi (1646-1727). Molto curiosamente il campanile della chiesetta consiste in una delle torri dell'incompiuta cinta muraria del castello.